# Relación de un viaje a Venezuela, Nueva Granada y Ecuador
Relación de un viaje a Venezuela, Nueva Granada y Ecuador es un diario de viaje publicado en 1865 en Bruselas, Bélgica, escrito por Miguel Maria Lisboa durante su viaje a Venezuela, Nueva Granada y Ecuador entre 1852 a 1854. La intención principal del texto se expresa en la advertencia de este, informando que, la curiosidad encontrada por los brasileños por las condiciones de las sociedades de las repúblicas limítrofes con Brasil, es causa directa de su publicación, pues Lisboa pretende informar y derrumbar la ignorancia que la población de Brasil tiene sobre Venezuela, Colombia y Ecuador.

## Viaje

### Contexto
El viaje se realizó entre 1852 y 1854, partiendo de Southampton, pasando por Santo Tomas, Venezuela, Curazao, Nueva Granada, Panamá y Ecuador.

#### Venezuela
La estadía de Lisboa en Venezuela fue entre los años 1852 y 1853. Esta nación termina de salir de la guerra civil de 1848-1849* (mencionada en reiteradas ocasiones en el texto, describiendo las secuelas de la guerra en algunos de los pueblos visitados), en donde los conservadores de la mano del general Páez intentan tomar el poder pero resultan derrotados. El presidente en turno era José Gregorio Monagas, quien perteneciente al partido liberal proclama ciertas reformas de carácter liberal, entre las más destacadas se encuentra la proclamación del fin de la esclavitud

#### Nueva Granada
Nueva granada fue visitada en 1853, para esa época el presidente en turno era José María Obando*, quien de la mano de los liberales draconianos plantearon reformas liberales, entre ellas el fin de la esclavitud, se proclamaron las libertades individuales de comercio, de opinión, de imprenta, de enseñanza, de asociación, distanciamiento del estado y la iglesia y, la constitución de 1853* (mencionada en el capítulo XV). Junto con las reformas liberales, también se plantearon unas reformas tributarias, se reorganizó la hacienda nacional y se realizó una reforma agraria ligada con la desamortización de manos muertas. El presente gobierno liberal se presenta luego de la Guerra civil de 1851, la cual fue ganada por el bando del partido liberal.

#### Ecuador
El paso por Ecuador se dio en 1853, en ese momento Ecuador se encontraba en la Época marcista, el presidente en turno era José María Urbina, quien en su gobierno se plantearon proyectos de corte liberal como la abolición de la esclavitud, la revocación los impuestos sobre artículos de necesidad básica y derechos de exportación y, la expulsión de los jesuitas.

#### Imperio del Brasil
Brasil durante el siglo XIX fue una monarquía descendiente de la Corona portuguesa, el emperador de entonces era Pedro II, para 1847 comienza a implantarse un sistema de parlamento imitando el sistema británico. Para 1853 y como se menciona en el libro, se da un interés por expandirse hacia el Amazonas y dominar de buena manera este territorio mirando las fronteras de los países limítrofes. La economía brasileña se basaba principalmente en la producción agrícola, en donde el café tomaría un protagonismo cada vez mayor por sobre productos como el azúcar o el cacao, además de eso, se daba inicio a un proceso de industrialización.

### Recorrido
El recorrido de Lisboa inicia el 2 de septiembre de 1852 en Southamton, navega por el Atlántico en el vapor “Orinoco” hasta llegar a la ciudad de Charlotte Amalie, el 17 de septiembre. Allí describe a la ciudad como un lugar pintoresco, el cual es un punto de vital importancia en el Caribe para el comercio y transporte interoceánico, conectando por tal motivo Sudamérica, Norteamérica, Europa y África, siendo así un lugar de interacción internacional en donde se hablan los idiomas español, inglés, portugués y francés, teniendo también en ella un puerto libre, iglesias de varios credos y, un sistema judicial dividido en 5 tribunales de justicia de los cuales destaca su funcionamiento. La isla está administrada por el comandante Oxholm, siendo este un Chambelan del rey de Dinamarca, a quien le pertenece la isla. Además de las cuestiones sociales, lamenta que la isla sea azotada continuamente por temporales.

#### Venezuela
A Venezuela llega por la ciudad de La Guaira el 21 de septiembre, describe esta ciudad como triste, pobre y con la fama de lugar insalubre, el lugar cuenta con casas que normalmente son de dos pisos, sus habitantes los describen en su gran mayoría como hombres de color, musculosos, robustos y ágiles. Allí expresa su sentimiento de impaciencia por irse del lugar, partiendo inmediatamente hacia Caracas, utilizando el camino de la Catia que pasa por la sierra de Caracas.
Entra a Caracas por el barrio la Pastora, que deja en Lisboa la impresión de ser un lugar abandonado, miserable y triste. Caracas esta bañado por tres vertientes del río Guaire, cuenta con 16 calles longitudinales y 17 transversales formando cuadras. La capital está dividida en 6 parroquias. En la capital no existen edificios gubernamentales, solo existen casas donde funcionan las instituciones, cuenta con 8 plazas, siendo la principal la plaza de Bolívar. Para el entretenimiento se asiste a los circos de gallos, pues no existen teatros, tampoco se encuentra en funcionamiento la plaza de toros y, en ocasiones se practica el coleo*.
Las casas de Caracas en su mayoría están hechas de tierra, pues el ladrillo es un lujo. Estas casas cuentan con grandes ventanales, limitados por enrejados y, a pesar de esta lúgubre apariencia, Lisboa afirma que encuentra comodidad en ellas.
En la ciudad existe un sentimiento de orgullo por su papel en el proceso de independencia, además de contar con grandes ciudadanos como Bolívar, Miranda, Zea, Sucre* entre otros.
Según Lisboa, la población en su mayoría es negra o descendiente de esta raza, luego en cantidad están los mestizos y por último los blancos.
Se describe el poder local como una herencia de las tendencias aristocracias coloniales a un grupo de personas quienes, continúan con su lugar en el poder, además de ellos, afirma que un grupo de altos cargos que participaron en la independencia ahora forman parte de una oligarquía venezolana, la cual se encuentra frecuentemente enfrascada en una lucha por el poder de la república, la cual tiene una relación de poder incuestionable por un pueblo sumiso y desconfiado. a pesar de ello, encuentra que prácticas como el juego y el vicio -mal vistas para la época- eran inexistentes en la ciudad.
Culturalmente diferencia a las clases bajas de las altas, las primeras las describe como personas con un aseo aceptable, quienes de a poco se van adaptando a las modas europeas a partir de trajes elegantes en los hombres y vestidos en las mujeres,  mientras que las clases altas son el reflejo del rezago de la cultura española, mostrada en un baile al que asistió el 3 de octubre de 1852, por motivo de una graduación, en donde el lujo, los bailes y los comportamientos imitaban los de las sociedades europeas. A pesar de las diferencias entre las clases altas y bajas en Caracas, todos comparten una religiosidad católica producto de su pasado español.
Durante su estadía en Caracas, Lisboa visitó haciendas en los Arrabales alrededor de la ciudad, allí como principal producto de exportación, destaca los cultivos de café, también rescata las técnicas de siembra e irrigación de los cultivos de caña de azúcar, así como la producción de licor y azúcar a partir de esta planta, pues cree que algunos son sistemas adaptables en la producción brasileña.
Terminados sus asuntos diplomáticos en Caracas, decide el 11 de diciembre viajar a la ciudad de Barcelona al oriente. Allí se encuentra con un lugar colonial, lo describe como un lugar para nada agradable e insalubre, aunque con habitantes respetuosos y hospitalarios. De allí partió al puerto de Cumana, llegando el 25 de diciembre, presenciando las celebraciones navideñas, narrando así actividades como la misa de gallo, los cantos, la música y el baile. En seguida, continuó su camino hacia la isla Margarita*, de este lugar narra la celebración del día de los inocentes con una dualidad entre lo carnavalesco y lo religioso. El 20 de diciembre viaja al puerto de Porlamar*, allí presencia la pesca de perlas, y queda impresionado con las habilidades de los pescadores al bucear. Finalmente regresaron a la Guaira el 2 de enero de 1853.
El 5 de marzo partió de Caracas para viajar por los valles de Aragua* con el fin de visitar la ciudad de Valencia, de camino, viajan hasta Puerto Cabello en un vapor, de allí pasan la cordillera para llegar a Valencia el 19 de marzo. De Valencia, Lisboa destaca lo agradable que nota el lugar, describe la nueva parroquia que destaca en la ciudad, sin embargo lamenta que lugares como el teatro se encuentren cerrados. Finalmente recorre parte del territorio de Maracay* y regresa a Puerto Cabello.

#### Nueva Granada
El 1 de mayo de 1853, Lisboa decide viajar rumbo a la Nueva Granada, el 5 de mayo pasan por Curazao*, un lugar que deja buenas impresiones en él, pues cuenta con mejores niveles de aseo que la mayoría de las ciudades en Venezuela, además que, al ser una colonia holandesa, le recuerda a un lugar estéticamente europeo. El 10 de mayo llega a Santa Marta*, la describe como una ciudad pobre, triste y miserable, estima su población entre 8000 a 9000 habitantes de los cuales su población es mixta, aunque en su mayoría la raza africana predomina. De allí parte a calamar en persecución al barco que sube por el Magdalena, entre peripecias alcanza al vapor “Manzanares”. En su camino por el Magdalena hace descripciones generalizadas sobre las condiciones de vida de los pueblos rivereños por los que pasó, de manera que la afirmaba que, mayoría de estas poblaciones contaban con casas de paja o tierra, eran miserables, y en ocasiones, se destacaban algunos pueblos como Mompos*, donde contaban con una infraestructura más aceptable como, por ejemplo, un par de iglesias o calles. También describe el carácter de los habitantes de la zona que, a grandes rasgos los considera dóciles, sencillos y supersticiosos, mientras que racialmente los categorizaba en un mestizaje generalizado.
El viaje por el Río Magdalena, atravesado por condiciones poco salubres,el hambre y la sed, culmina con el arribo a Honda. Es descrito como un lugar en decadencia frente a su pasado colonial, que sólo tiene importancia como puerto comercial y depósito de mercancías valiosas como el tabaco de Ambalema y la quina de Neiva. Además lo señala como un sitio enfermizo por su temperatura, que alcanza los 112 grados Fahrenheit y los antecedentes del cólera que en 1849 diezmó la población. El viaje a Bogotá inicia el 1 de junio de 1853 luego de tres días de descanso

## Ideas

### El carácter americano
En su recorrido entre Santo Tomas y Venezuela ocurrió un acontecimiento que hace reflexionar a Lisboa sobre el comportamiento de las personas según su lugar de origen, afirmando que dentro de una lógica de referencia de civilización, en donde lo europeo es la cúspide y América es la infancia que, hay cosas sublimes y bellas que se presentan en esta condición. El hecho anecdótico consistió en que, el capitán del vapor donde se encontraba viajando, dejó subir a una familia que alegaba necesitar realizar el viaje a pesar de no tener el dinero suficiente para pagar el pasaje correspondiente, Lisboa entendiendo la situación aprecia la acción y encuentra virtud en el carácter americano.
Sin embargo el espíritu de indulgencia que, según Lisboa, hacia parte del carácter infantil de la civilización y que a su vez representaba a los americanos, también contaba con un carácter duro, violento e irresistible, que en contexto en que se encuentra se puede ligar con el patriotismo, sin embargo en ningún momento se refiere a esto como un defecto ni condena este tipo de actitudes.